# Flughafen Songkhla

i7
i11
i13
Der Flughafen Songkhla (thailändisch ท่าอากาศยานสงขลา; IATA-Code: SGZ; ICAO-Code: VTSH) ist ein Militärflugplatz von Songkhla in der Südregion von Thailand.

## Lage und Daten
Er liegt ein Kilometer südlich vom Stadtzentrum von Songkhla entfernt. Der Flughafen verfügt über eine asphaltierte Start-/Landebahn mit einer Länge von 1510 Metern und eine Breite von 45 Metern.

## Streitkräfte
Es ist derzeit auf der RTAFB Songkhla kein Geschwader oder Staffel stationiert.